# Thuiaria hippuris
Thuiaria hippuris är en nässeldjursart som beskrevs av George James Allman 1874. Thuiaria hippuris ingår i släktet Thuiaria och familjen Sertulariidae. Inga underarter finns listade i Catalogue of Life.